# Und wenn sie nicht gestorben sind … – Das Ende der unendlichen Geschichte
Und wenn sie nicht gestorben sind … – Das Ende der unendlichen Geschichte ist Teil der Langzeitdokumentation Kinder von Golzow, die 1961 vom Regisseur Winfried Junge begonnen und erst 2007 beendet wurde. Er begleitete mehrere Kinder einer Grundschulklasse aus Golzow im Oderbruch über diesen Zeitraum hinweg und präsentierte seine Ergebnisse in mehreren Filmen.
Der Teil Und wenn sie nicht gestorben sind … – Das Ende der unendlichen Geschichte aus dem Jahr 2005 besteht aus zwei Filmen. Der erste enthält Material über die Charaktere Christian Struwe, Ilona Müller und Jürgen Fröhlich und der zweite über Winfried Jerchel, deren Interviews und Schulszenen gezeigt werden.

## Inhalt

### Jürgen Fröhlich
Jürgen Fröhlich ist der zweite Jürgen der Klasse, die in der Langzeitdokumentation Die Kinder von Golzow von Winfried und Barbara Junge seit der Einschulung im Jahr 1961 gefilmt wurde.
Im ersten Teil des Filmes Und wenn sie nicht gestorben sind … – Das Ende der unendlichen Geschichte werden einige Szenen aus seiner Schulzeit gezeigt. Zum einen ein Wandertag im Juni 1962 und zum anderen der Besuch eines Piloten in der Schule.
Anschließend werden einige Szenen aus seiner Lehrzeit gezeigt, in denen er zusammen mit Jürgen Weber arbeitet. Fröhlich fing nach der 8. Klasse eine Lehre zum Maler und Tapezierer in der Produktionsgenossenschaft „Form und Farbe Seelow“ an.
Im Sommer 1975 wird Jürgen Fröhlich, der zu diesem Zeitpunkt Soldat bei der „Fahne“ war, in einer Uniform auf einem Fest gezeigt. Ferner zeigt eine Szene, wie Fröhlich zusammen mit Jürgen Weber für vorbildliche Arbeit bei der Teilnahme an dem Wettbewerb „Besser Wohnen“ ausgezeichnet wird.
Mit 27 Jahren wird er in seinem alten Klassenzimmer interviewt. In dieser Szene erzählt er, dass er mittlerweile zwei Kinder und eine schöne Wohnung hat. Des Weiteren möchte er den Beruf des Malers und Tapezierers nicht aufgeben.
Nach zwei Jahrzehnten, in denen Jürgen Fröhlich nicht gefilmt worden ist, erklärt er sich bereit, sich wieder filmen zu lassen. So wird er erneut im Jahr 2005 von Winfried Junge aufgesucht. Dieses Mal findet er ihn in einem Gewerbegebiet in Manschnow (Oderbruch), in dem er nun als Transport- und Lagerarbeiter tätig ist. In dem anschließenden Interview erzählt er, dass er eine neunmonatige Umschulung zum Transport- und Lagerarbeiter gemacht hat, da er als Maler und Tapezierer keine Anstellung fand und weite Wege in Kauf nehmen musste. Diese Arbeit gefällt ihm sehr gut.
Zum Abschluss des Filmes werden Szenen gezeigt, in denen Winfried Junge Jürgen Fröhlich an seinem 50. Geburtstag zu Hause besucht. Zunächst wird ihm von seiner Frau Angelika und seinen drei Kindern ein Gedicht vorgetragen. In dem darauf folgenden Interview wird Fröhlich von seiner Frau als ruhig und genügsam beschrieben. Die anschließende Frage, ob er die DDR für reformierbar halte, wird von ihm bejaht. Aus seinen Interviews ist erkennbar, dass Jürgen Fröhlich eine Person ist, die nach vorne schaut. So sagt er: „Es wird schon irgendwie weitergehen, man darf bloß nicht aufgeben“.

### Christian Struwe
Christian Struwe wurde erst ab der fünften Klasse gefilmt, da er erst seit ca. 1965 die Golzower Schule besuchte. Die Szenen des Films zeigen hierzu nur sehr kurze Unterrichtsaufnahmen aus der fünften, achten und zehnten Klasse, beispielsweise bei seiner mündlichen Deutschabschlussprüfung. Zu diesem Zeitpunkt hatte Christian bereits einen Ausbildungsvertrag zum Landmaschinenschlosser, da er aufgrund seiner von klein auf vorhandenen Gehbehinderung ausgemustert wurde. Den Beruf des Landmaschinenschlossers übte er einige Zeit aus. Da das Filmmaterial über Christian Struwe während seiner Schulzeit sehr begrenzt ist und er danach für einige Zeit nicht mehr gefilmt werden wollte, sind über seine Kindheit und Jugend nur sehr wenige Informationen zu erhalten.
Auf einem Klassentreffen der Golzower Schüler 1975 erzählte Christian über sein Familienleben und seine Gründe zu heiraten. Er wohnte bereits mit seiner Ehefrau, die eine Tochter von ihm erwartete, in Mecklenburg-Vorpommern. Er gab zu, dass er ohne sein Kind vermutlich nicht so früh geheiratet hätte, dennoch glaubte er zu der Zeit an den festen Bestand seiner Ehe. Nicht zuletzt war aber die Bequemlichkeit ein wichtiger Grund für die Hochzeit, da Ehen in der DDR gefördert wurden und hauptsächlich seine Frau den Haushalt erledigen würde. Des Weiteren lässt sich aus dem Interview heraushören, dass auch sein Großvater bei seiner Entscheidung beeinflussend gewirkt hätte. Seine Ziele, sich zum Ingenieur zu qualifizieren und ins Ausland zu gehen, wären durch die Familie nicht mehr möglich gewesen. Dennoch hätte er die Hochzeit nicht bereut, weil er bereits genug von seinem Leben genossen hätte.
Im Sommer 2005 wurde Christian in Golzow interviewt, während er mit seiner zweiten Frau Monika Struwe seinen Vater, der früher Lehrer an der Golzower Schule war, besuchte. Christian war seit 1985 mit seiner Frau zusammen, die er 1989 heiratete. Mit der Handelsvertreterin aus Berlin hat er einen Sohn, Kevin, mit dem sie seit 1990 in Berlin-Hellersdorf leben.
Ein Hauptgrund für Christians Trennung von seiner ersten Frau wäre der Wohnort gewesen, da ihm das Leben an der Küste nicht zusagte. Rückblickend auf die Frage, ob er nicht doch zu früh geheiratet hätte, antwortete er: „Es hätte auch gut gehen können“. Seine Tochter aus der ersten Ehe lebte zu der Zeit in Wismar und hat bereits ebenfalls eine Tochter, mit der Christian jedoch nur selten Kontakt habe.
Ein letztes Mal wurde Christian an seinem Arbeitsplatz interviewt, der Kreditanstalt für Wiederaufbau in Berlin. Er begann dort seinen Beruf als Hausmeister, als das Gebäude noch die DDR-Staatsbank war. Mit dieser Arbeit schien er zufrieden zu sein und er trauere seinem alten Beruf als Landmaschinenschlosser nicht nach. Da auch nach der Wende sein Arbeitsplatz trotz der Übernahme der KfW gesichert war, habe er die Deutsche Einheit als keine große Umstellung empfunden. Außerdem war er der Meinung: „Die DDR hat auch gute Sachen gemacht“ und „Im Großen und Ganzen haben wir ja auch alles gehabt“. Aus dem Interview lässt sich letztendlich ein leichtes politisches Desinteresse erkennen, das ihn weder als überzeugten DDR-Bürger, noch als Einheitsgegner erscheinen lässt.

### Ilona Müller
Der Film über Ilona Müller, spätere FDJ-Funktionärin und Mutter zweier Kinder, beginnt 1966, als die Elfjährige mit ihrer Freundin Regina Schule spielt. Hierbei wird Ilona als lebensfrohes junges Mädchen dargestellt, das unbekümmert mit seiner Freundin spielt. Während des gesamten Films werden zwischendurch Szenen eines Interviews mit Ilona eingespielt, das 1983 mit ihr geführt wurde und währenddessen sie das Filmprojekt abbrach. Schließlich kommt Ilonas Mutter, Frau Großkreuz, zu Wort. Sie beschreibt, wie sie das Filmprojekt empfunden hat und was für eine Freude es für sie ist, das Leben ihrer Tochter auch im Rückblick immer wieder betrachten zu können.
Auch Ilonas Rolle als große Schwester von vier kleineren Geschwistern wird angesprochen. Hierbei wird deutlich, dass Ilona nicht immer glücklich damit war, stellenweise die Mutterrolle einnehmen zu müssen. Zudem äußert sie sich in einem Interview über ihre Meinung zur Bedeutung eines Berufes, der für sie Unabhängigkeit und Freude darstellt.
Weiterhin wird Ilona im Rahmen ihres Turnvereins gefilmt, mit dem sie sogar an Wettbewerben, wie am Bezirkssportfest Frankfurt/Oder oder am DDR Sportfest in Leipzig teilnimmt. Auch ihre schulischen Leistungen werden dokumentiert. Beispielsweise wurde sie während ihrer Abschlussprüfung in Mathematik gefilmt, was ihr sichtlich unangenehm war. Als Nächstes wird sie während ihrer Ausbildung zu Elektronikfacharbeiterin in der Betriebsfachschule im Halbleiterwerk Frankfurt/Oder gezeigt.
Das nächste Interview mit Ilona lässt zwei Jahre auf sich warten. Hier lebt sie derzeit bei ihrer Großmutter in Golzow, zusammen mit ihrem Lebensgefährten Wolfgang, einem Landmaschinenschlosser aus Golzow. Zu dieser Zeit ist Ilona 17 Jahre alt und erwartet ein Kind von Wolfgang. Dies wird am 10. Mai 1973 geboren und erhält den Namen Jaqueline.
Die Hochzeit der Eltern findet nach der Geburt statt, wird aber nicht gefilmt.
Wieder lässt das nächste Interview mit Ilona auf sich warten. Hier ist ihre Tochter bereits zwei Jahre alt und Ilona arbeitet, um bei ihrer Tochter sein zu können, in einer Kinderkrippe. Hierin sieht sie jedoch nicht ihre Zukunft und möchte eines Tages zurück in ihren erlernten Beruf zurückkehren.
Wiederum zwei Jahre später wird Ilona mit ihrer Familie bei einem Ausflug zu einem See gefilmt. Hier wird eröffnet, dass Ilona nun bereits wieder einer anderen Tätigkeit nachgeht, von der Wolfgang aber nicht begeistert scheint. Ilona arbeitet nun für die Freie Deutsche Jugend (FDJ) als Parteifunktionärin und leistet politisch ideologische Arbeit mit Jugendlichen – besucht diese bei der Arbeit und ermutigt sie, sich politisch im Rahmen der FDJ zu engagieren. Auch wird sie bei Lehrgängen an der örtlichen Bezirksparteischule oder beim Erhalten der Arthur-Becker Medaille in Silber gefilmt.
Später wird sie über ihre wieder neue Lebenssituation interviewt – Ilona ist erneut schwanger. Zu der Zeit befindet sich Wolfgang noch auf seinem Reservistendienst, weshalb Ilona ganz auf sich allein gestellt ist.
Auch Ilonas Vater, Herr Großkreuz, wird interviewt und gefilmt, wie er im Rahmen seines Berufes die Lehrlinge mittags von der Feldarbeit zur Mittagspause abholt. Daraufhin kommt wieder Ilonas Mutter zu Wort, die sich erneut über Ilonas Werdegang und das Filmprojekt äußert. Sie eröffnet auch, dass Ilona bald ein fünfjähriges Fernstudium aufnimmt, um danach eine leitende Stellung einnehmen zu können. Zudem wird hier die politische Haltung ihres Elternhauses, das DDR-konform ist, dargestellt. Dies wird durch ein Interview mit Ilonas Vater während einer Übung seiner Kampftruppe der Golzower LPG untermauert.
Schließlich wird Ilona als Mutter gezeigt, wie sie mit ihrer Tochter Jaqueline schwimmen geht und ihrer Zeugnisausgabe, bei der sie sehr gelobt wird, beiwohnt. Der Film endet mit Ilonas Filmabbruch 1983, den sie damit begründet, dass ihr das Filmprojekt nicht liege und sie sich damit unwohl fühle, ständig gefilmt zu werden und vor der Kamera zu stehen, weshalb es auch in den letzten Jahren so schwierig gewesen sei einen Filmtermin mit ihr und ihrer Familie zu arrangieren.

### Winfried Jerchel
Der zweite von vier Filmen, die jeweils Einzelbiographien darstellen, aber nur ein Teil des Gesamtprojekts sind, beschäftigt sich mit dem späteren Ingenieur Winfried Jerchel, dem jüngsten der Kinder von Golzow. Sein Leben wird chronologisch anhand von Interviews und Kommentaren von Winfried Junge erzählt. Da der Film 2006 erschienen ist und das letzte Interview aus den 2000er Jahren stammt, begleitet die Erzählung den am 13. Juli 1955 geborenen Winfried Jerchel mit wenigen anderen Personen am längsten, ferner erlebt und teilweise reflektiert Jerchel die Veränderungen in der DDR bis zur Wiedervereinigung. Danach fasst er im Westen als Ingenieur Fuß und erlangt mehrere wechselnde Anstellungen. Er heiratet in Bayern ein zweites Mal nach seiner gescheiterten Ehe mit seiner ersten Frau Sabine, mit der es zwei eheliche Kinder gibt. So zeigt der Film die Entwicklung eines ostdeutschen SED-Mitglieds und Betriebsgruppenkommandanten und den Wechsel hin zu einem in Bayern lebenden Bürger der BRD.
Aufgewachsen ist Jerchel als Sohn eines Bauern und einer Kontoristin als ältestes Kind mit drei Schwestern, die später auch studiert haben. Sehr früh entdeckte er seine Freude an Elektronik, die ihn sein Leben lang begleitete. Das Abitur legte Jerchel an der Polytechnischen Oberschule ab, worauf der 18-monatige Wehrdienst und das Studium der Elektrotechnik in Karl-Marx-Stadt folgte. Nach dem Studium arbeitete Jerchel in der Produktion, was seinem Abschluss nicht angemessen war. Dies kam daher, dass er sein Diplom vorerst nicht ablegte, was eine Parteistrafe nach sich zog, da er zu diesem Zeitpunkt schon in die SED eingetreten war. Diese Szenen und jene, in denen Jerchel als Betriebsgruppenkommandeur des VEB Zellstoffwerk Gröditz gezeigt wird, erlauben einen Einblick in die öffentlichen Strukturen der DDR. Auf der anderen Seite zeigen die Mühen, die Jerchel hat, als er Material für ein selbstgebautes eigenes Haus für seine Familie mit Frau Sabine und drei Kindern beschaffen will, den wirtschaftlichen Niedergang der DDR. Nach der Wende wird Jerchels Ehe geschieden und er erhält verschiedene Stellen in Westdeutschland. Hier sieht man seine Skepsis der alten BRD gegenüber schwinden und er wird zum normalen Bürger der BRD, der eine neue Ehefrau in Bayern findet, Inga, und zeitweise bei Großkonzernen der Elektroindustrie arbeitet.